# Женщина-паук (Гвен Стейси)
Же́нщина-пау́к (англ. Spider-Woman), она же Гвен Сте́йси (англ. Gwen Stacy), также известная как Гвен-пау́к (англ. Spider-Gwen) и При́зрак-пау́к (англ. Ghost-Spider) — супергероиня серий комиксов издательства «Marvel Comics». Персонаж был создан Джейсоном Латуром и Робертом Родригезом и впервые появился в сентябре 2014 года во 2 выпуске мини-серии Edge of Spider-Verse, являющейся частью ивента Spider-Verse. Гвен-паук — Гвен Стейси из альтернативной вселенной Земля-65, в которой радиоактивный паук укусил Гвен, а не Питера Паркера.
Персонаж представлен в других альтернативных вселенных и появляется в других проектах Marvel, таких как телевизионные сериалы и видеоигры.

## История публикаций
Гвен-паук впервые появилась в сентябре 2014 года в выпуске Edge of Spider-Verse #2, прелюдии глобального комикс-ивента Spider-Verse, в котором Люди-пауки со многих вселенных объединились, чтобы сразиться с Морланом и другими Наследниками (англ. The Inheritors).
Персонаж сразу же стал популярным и в октябре этого же года редактор Marvel Ник Лоуи объявил, что в феврале 2015 года Гвен-паук получит свою собственную неограниченную серию комиксов. Серия была закрыта на пятом выпуске из-за глобального ивента Secret Wars (рус. Секретные войны). После него серия была перезапущена в рамках All-New, All-Different Marvel.
Гвен-паук появляется в рамках события-кроссовера Spider-Woman. Кроссовер начался с Spider-Woman Alpha #1 и закончился в Spider-Woman Omega #1. Остальная часть истории была в номерах серии комиксов Spider-Woman, Silk и Spider-Gwen vol. 2. Гвен-паук также появляется с альтернативными Людьми-пауками во втором томе Web Warriors, название, которое Питер Паркер дал вселенной мультсериала «Великий Человек-паук» во времена первого «Спайдер-Вёрса».
Она появляется в событии «Заговор Клонов» в качестве союзника Алого Паука.
Гвен-паук появилась в глобальном событии 2018 года «Пауко-Геддон», где Люди-пауки вновь объединились против Наследников.

## Силы и способности
Женщина-паук изображена со схожими способностями Человека-паука, которые произошли от укуса радиоактивного паука. Эта сила включает в себя прилипание и лазанье по стенам, шестое чувство опасности (паучье чутьё), которое она всё ещё осваивает, и возможность поднимать примерно 10 тонн.
У неё есть веб-шутеры, которые ей сделала и подарила бывшая преступница и миллионер-магнат Джанет Ван Дайн местной вселенной. Механизмы помогают фильтровать влагу из воздуха, которые помогают создать клейкую ленту, которая может создавать сети, верёвки и многие другие формы. Веб-шутеры не требуют пополнения, пока присутствует влажность. У неё также есть наручные часы, которые помогают ей путешествовать по другим вселенным из-за события Spider-Verse.
После столкновения с Синди Мун местной вселенной, она потеряла свои силы и могла восстанавливать их временно, принимая специальные капсулы. На данный момент, она слилась с симбиотом, который и даёт ей паучьи силы.
Она владела специальными наручными часами после события «Паучьих вселенных», которые позволяли путешествовать ей через мультивселенную. После событий «Пауко-Геддон», в одной из вселенных ей сделали специальный кулон, чтобы путешествовать по вселенным и теперь она единственная из Людей-пауков, кто может это делать, так как Норман Озборн с силами паука из другой вселенной разорвал Великую Паутину.
Будучи дочерью капитана полиции Джорджа Стейси, она имеет обнаружительные навыки и аналитическое мышление. Она не подготовлена к бою и только копирует стили боя из фильмов про кунг-фу. По словам Синди Мун Земли-65, она не знает, как правильно наносить удар. Она также владеет навыками барабанщицы.

## Другие версии
Вне событий, которые происходят на Земле-65, она до сих пор изображается в качестве основного члена Воинов Паутины, помогающих защитить Паучью вселенную от разных бедствий.
Существует версия Гвен-паука во времена Секретных Войн (2015) в комиксах A-Force. События идут в Мире Битв на территории Аркадии.
Её детская версия появляется в Giant Size Little Marvel: AVX как новый ребёнок, которого Тони Старк пытается пригласить на свидание. Она отвергает его, потому-что она всё ещё ребёнок с бородой и усами. Версия помечена Землёй-71912.
На Земле-1036 существует актриса Эрин Хаско, которая играет Гвен-паука.
Существует версия Гвен-паука Земли-617, альтернативной ветви Земли-616, что появилась после того, как Гвен Земли-65 прибыла к ней, что создало расхождение временной линии.
Её версия в виде антропоморфного пингвина находится на Земле-8311. Появляется в Spider-Gwen Annual #1.
Неизвестная версия Гвен-паука появляется в Spider-Man Annual vol. 3 #1, где она контролировалась Рингмастером.
Другая версия Гвен-паука из Земли-TRN663 появляется в рамках короткометражек и комиксов для детской аудитории Marvel Super Hero Adventures.

## Вне комиксов

### Компьютерные игры
- Гвен-паук появилась в качестве игрового персонажа в уже закрытой мобильной игре «Spider-Man Unlimited». Её озвучивала Лора Бэйли.
- Гвен-паук появлялась в уже закрытой игре The Super Heroes Squad Online.
- Гвен-паук появлялась в уже закрытой игре «Marvel: Avengers Alliance».
- Гвен-паук появилась в игре Marvel: Contest of Champions.
- Гвен-паук присутствует в мобильной игре «Marvel: Future Fight».
- Гвен-паук появляется в игре «Marvel Puzzle Quest».
- Гвен-паук появляется в качестве персонажа тим-апа и костюма для персонажа в уже закрытой игре «Marvel Heroes». Её озвучивала Эшли Джонсон.
- Гвен-паук появлялась уже в закрытой мобильной игре «Marvel Avengers Academy».
- Гвен-паук хотели добавить в игру Disney Infinity 3.0, но планы так и не воплотились в реальность.
- Гвен-паук появилась в игре Lego Marvel Super Heroes 2.
- Гвен-паук появляется в мобильной игре Marvel Battle Lines.
- Гвен-паук появится в предстоящей игре Marvel Ultimate Alliance 3: The Black Order.

### Телевидение
- Гвен-паук появляется в 19 серии 4 сезона мультсериала «Великий Человек-паук». В этой версии у Гвен все паучьи способности являются не следствием укуса радиоактивного паука, а воссозданы с использованием высоких технологий. Роль озвучила Дав Камерон.
- Гвен-паук появляется в мультсериале 2017 года «Человек-паук». В этом мультсериале Гвен получает способности, также как Питер Паркер и все остальные люди вслед за ней. В отличие от Питера, у неё и у всех людей, ставшими людьми-пауками, была органическая паутина, как в трилогии Сэма Рейми. Однако её мутация вышла из под контроля, Гвен-паук превратилась в огромного паука-мутанта, и за ней охотился Крэйвен-охотник. Позже она излечивается от мутации и снова из-за экспериментов Скорпиона и Тинкелера становится Гвен-пауком. Роль озвучила Лора Бэйли[4].

### В кино

Постер с Гвен-паук к выходу мультфильма «Человек-паук: Через вселенные»

- Гвен-паук появилась в полнометражном мультфильме 2018 года «Восход Marvel: Инициация[англ.]» под именем Призрачный паук (Ghost-Spider). Роль озвучила Дав Камерон.
- Гвен-паук появляется вместе с остальными людьми-пауками в полнометражном мультфильме «Человек-паук: Через вселенные»[5][6]. В мультфильме упоминается, что она была девушкой-пауком два года, пока не попала в параллельную вселенную, где под новым именем училась вместе с Майлзом Моралесом. Спасает Майлза и Питера из другой вселенной от Оливии Октавиус и вместе с другими пауками из разных миров сражается с бандой Кингпина, затем Майлз возвращает её и остальных пауков в свои миры.
  - Гвен-паук появляется в сиквеле анимационного фильма «Человек-паук: Через вселенные» — «Человек-паук: Паутина вселенных».
  - Также было объявлено, что Гвен-паук появится в спин-оффе анимационного фильма «Человек-паук: Через вселенные» — «Женщины-пауки».